# Falvy
Falvy – miejscowość i gmina we Francji, w regionie Hauts-de-France, w departamencie Somma.
Według danych na rok 2011 gminę zamieszkiwały 132 osoby, a gęstość zaludnienia wynosiła 21 osób/km² (wśród 2293 gmin Pikardii Falvy plasuje się na 891. miejscu pod względem liczby ludności, natomiast pod względem powierzchni na miejscu 760.).